# Agustín Juárez López de Coca
Agustín Juárez López de Coca (1965) és un empresari turístic i polític del Partit Popular (PP). Va ser alcalde de Collado Villalba entre 2011 i 2014.

## Biografia
Va néixer el 1965.
Es va afiliar a Aliança Popular el 1984. Lligat en la seva carrera professional al sector turístic, va ser propietari de diverses agències de viatge i touroperadors.
Membre des de 2004 de les comissions nacional i madrilenya de Turisme del Partit Popular (PP), la direcció regional del PP a la Comunitat de Madrid va imposar la inclusió de Juárez —també membre del comitè executiu del PP al madrileny districte de Retiro— a la candidatura del partit per a les eleccions municipals de 2007 al municipi de Collado Villalba. Elegit regidor, va exercir entre 2007 i 2011 de portaveu del grup municipal del PP a l'oposició.
Després d'obtenir el PP una majoria absoluta de 14 regidors en les eleccions municipals de 2011, Juárez va ser investit com a alcalde de Collado Villalba l'11 de juny de 2011.
El 27 d'octubre de 2014 va ser detingut per la Guàrdia Civil dins del marc de l'Operació Púnica, i va ser posat a continuació en llibertat sota fiança de 40.000 euros. Després que la direcció regional li amenacés amb presentar una moció de censura va presentar la seva dimissió com a alcalde el 3 de novembre i la seva renúncia a l'acta de regidor. El jutge va considerar que Juárez podria haver incorregut presumptament en delictes d'organització criminal, prevaricació, malversació, revelació de secrets, falsedat documental, tràfic d'influències, suborn i frau.